# Roja, Strunjan
Za istoimenski potok v Julijskih Alpah glej Roja.
Roja je potok, ki izvira južno od naselja Jagodje v Občini Izola. Teče po Strunjanski dolini in se po približno treh kilometrih na območju Strunjanskih solin kot Strunjanska reka ali Strunjanski potok izliva v Strunjanski oziroma Tržaški zaliv. 